# Death by Degrees
Death by Degrees è un videogioco spin-off della serie di picchiaduro Tekken, con protagonista la femme fatale Nina Williams. È conosciuto anche con il suo titolo più esteso Tekken's Nina Williams in: Death by Degrees. Nella versione italiana è stato aggiunto anche il sottotitolo "Seduzione Letale" al titolo esteso del gioco nella schermata del menù principale.
Il character design della protagonista è stato interamente disegnato dall'italiano Roberto Ferrari.

## Trama
La protagonista, in questo videogioco creato dalla Namco, è nelle vesti di una spia inviata dalla CIA su una nave da crociera con lo scopo di fermare un'organizzazione malavitosa soprannominata "KOMETA", collegata a misteriosi avvenimenti nel Triangolo delle Bermuda. Infatti, l'organizzazione è al corrente dell'esistenza di un satellite, dal nome in codice "SALACIA", capace di far surriscaldare l'intero pianeta sconvolgendone l'ecosistema. Questo è possibile solo grazie all'attivazione del satellite il quale è in grado di surriscaldare il metano cristallizzato presente nei fondali dell'arcipelago delle Bermuda. L'ideatore di questa scoperta è uno scienziato ingaggiato dall'organizzazione che aiuterà la donna a fermare i boss di Kometa. 
Nina deve infiltrarsi nel covo dei malavitosi come partecipante di un torneo di wrestling che si terrà sulla nave stessa, ma la sua copertura non durerà a lungo, infatti i boss di Kometa intuiranno le intenzioni di quest'ultima facendola prigioniera. Nina dovrà affrontare numerosi nemici che le ostacoleranno la strada, da quelli più elementari, ai veri e propri boss dell'organizzazione ed avrà a disposizione un vasto arsenale di armi ultra-tecnologiche nonché la sua conoscenza delle arti marziali. La donna, inoltre, verrà a conoscenza di fatti sempre più sconcertanti del suo passato e scoprirà la ragione che l'ha portata via dalla sorella Anna che incontrerà strada facendo e che dimostrerà di esserle nemica come in Tekken. 
Inoltre ritroveremo Heihachi Mishima, che intralcerà Nina mettendo a disposizione di Kometa l'esercito di guerrieri della "Tekken Force", abilissimi nel combattimento corpo a corpo e spietati assassini. Nina nella missione non è sola, ma ad aiutarla sarà un agente dell'MI6. Questo videogioco è pieno di effetti speciali e colpi di scena grazie ai quali i giocatori potranno scoprire i segreti nascosti nella vita della protagonista ed inoltre godere dello splendido finale a sorpresa.

## Modalità di gioco
Questo gioco non è un picchiaduro uno contro uno come abbiamo potuto osservare nelle serie Tekken ma si tratta di un'avventura con un sistema di combattimento a 360 gradi, nella quale i giocatori dovranno sconfiggere folte schiere di nemici, esplorare misteriose ambientazioni e risolvere intricati enigmi, in un immenso ambiente di gioco dove il pericolo la fa da padrone.
Il sistema di gioco è principalmente basato sull'utilizzo di entrambe le levette analogiche del controller. Grazie a questa innovazione, già vista in Tekken, Nina può attaccare in tutte le direzioni usando calci, pugni e mosse combinate. Inoltre, come già citato in precedenza, l'eroina avrà a disposizione una vasta scelta di armi, le cui varianti sono raggruppate in due categorie: armi bianche (katane, pugnali, tonfa, ecc.) e armi da fuoco (pistola, mitragliette, fucile, bombe a mano, ecc.). Nina può anche concentrare le sue forze in un punto ben preciso del corpo del nemico, così da sferrare colpi micidiali nei punti vitali dell'avversario grazie ad un sistema "bullet time" a raggi X, attacco nominato "Critical Strike", tradotto come colpo critico.

## Doppiaggio
| Personaggio    | Doppiatore italiano  |
| -------------- | -------------------- |
| Nina Williams  | Lorella De Luca      |
| Alan Smithee   | Gianluca Iacono      |
| Lukas Hayes    | Massimo Di Benedetto |
| Lana Lei       | Cinzia Massironi     |
| Enrique Ortega | Luca Semeraro        |
| Bryce Adams    | Oliviero Corbetta    |